# Alhazen (månkrater)
Alhazen  är en nedslagskrater på månen som är lokaliserad till den östra randen av den sida som är vänd mot Jorden. Strax till syd-sydöst ligger kratern Hansen och till väst är Mare Crisium. Alhazens kraterrand är nästan cirkulär men ser mycket oval ut när den iakttas från Jorden på grund av förkortning. De inre kraterväggarna och kratergolvet är fårat och ojämnt. En låg upphöjning binder samman den Alhazens södra kraterrand med den närliggande kratern Hansen. Den är uppkallad efter fysikern, astronomen och matematikern Alhazen.

## Satellitkratrar
På månkartor är dessa objekt genom konvention identifierade genom att placera ut bokstaven på den sida av kraterns mittpunkt som är närmast kratern Alhazen.
| Alhazen | Latitud | Longitud | Diameter |
| ------- | ------- | -------- | -------- |
| A       | 16.2° N | 74.3° Ö  | 14 km    |
| D       | 19.7° N | 75.2° Ö  | 33 km    |